# Сем Нуйома
Семюель Деніел Шафіішуна Нуйома (англ. Samuel Daniel Shafiishuna Nujoma (частіше Сем Нуйома, англ. Sam Nujoma; 12 травня 1929, Онганджера, Південно-Західна Африка — 8 лютого 2025) — перший президент Намібії з 21 березня 1990 до 21 березня 2005, голова партії СВАПО з 1960 до 2007.

## Біографія
З племені овамбо. У 1948 році закінчив фінську місіонерську початкову школу, в 1954 році — середню школу в Віндхуці. З другої половини 1950-х років активно брав участь у революційному русі.
У 1958 році був одним з ініціаторів створення Народної організації Овамболенду. У 1960 став одним із засновників партії СВАПО, що виступала за незалежність Намібії від ПАР і перехід влади в руки чорношкірої більшості. З 1961 року — в еміграції. У 1966 очолив партизанський опір, де прийняв ім'я Шафіішуна, тобто блискавка. З 1971 року — верховний головнокомандувач Народно-визвольної армії Намібії.
Після проведення вільних виборів під контролем ООН в 1989 і надання Намібії незалежності одноголосно обраний першим президентом країни і приведений до присяги Генеральним секретарем ООН Хав'єром Пересом де Куельяром 21 березня 1990. Поставив основними цілями президентства боротьбу з посухою за міжнародної підтримки і передачу земель білих фермерів чорношкірим.
Нуйома був всенародно переобраний в 1994 на другий термін, а в 1999 змінив конституцію, для того, щоб як виняток балотуватися і на третій. У 2004 він підтримав на президентських виборах кандидатуру свого однопартійця, віце-президента СВАПО Хіфікепуньє Похамба, який і став новим президентом, а в 2007 — і головою СВАПО.
Його син, Утоні Нуйома в березні 2010 року став міністром закордонних справ Намібії.
Помер 8 лютого 2025 року у віці 95 років.

## Нагороди
- Орден Доброї Надії (ПАР)